# Lactarius romagnesii

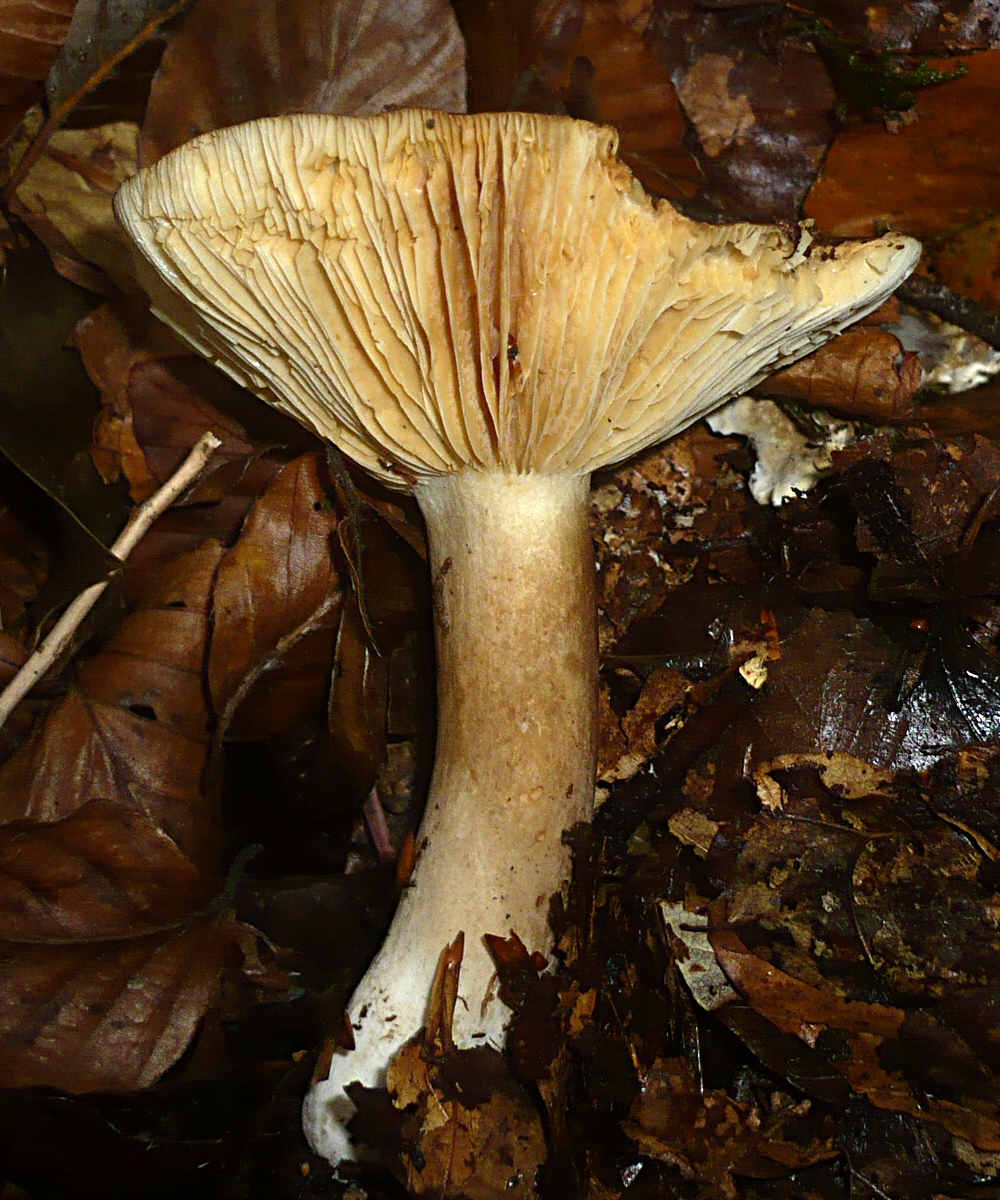

Lactarius romagnesii Bon – gatunek grzybów należący do rodziny gołąbkowatych (Russulaceae).

## Systematyka i nazewnictwo
Pozycja w klasyfikacji według Index Fungorum: Lactarius, Russulaceae, Russulales, Incertae sedis, Agaricomycetes, Agaricomycotina, Basidiomycota, Fungi.
Po raz pierwszy opisał go w 1979 r. Marcel Bon i nadana przez niego nazwa naukowa jest aktualna. Upamiętnił nią francuskiego mykologa H.Ch.L. Romagnesi. Synonimy:
- Lactarius fuliginosus f. speciosus J.E. Lange 1928
- Lactarius picinus var. speciosus (J.E. Lange) Romagn. 1949
- Lactarius ruginosus var. speciosus (J.E. Lange) A. Favre 2008
- Lactarius speciosus (J.E. Lange) Romagn. 1957[2].

## Morfologia
Kapelusz
Średnica 3–9(12) cm, z garbem, brzeg częściowo żłobkowany, powierzchnia pomarszczona, o barwie od ciemnobrązowej do czarnobrązowej.
Blaszki
Nieco zbiegające, rzadkie, wypukłe, szerokie, białawe, kremowożółte, ochrowożółte.
Trzon
Walcowaty, początkowo pełny, potem pusty. Powierzchnia o barwie od przydymionego brązu do szarobrązowej, wierzchołek jaśniejszy.
Miąższ
Biały, po uszkodzeniu zmieniający kolor na różowo-łososiowy. Smak początkowo łagodny, potem cierpki i gorzki. Mleczko białe, nie zmieniające barwy.
Cechy mikroskopowe
Zarodniki ochrowożółte z jasnoróżowym odcieniem, 8–8,7 × 7–7,5 µm.
Gatunki podobne
Mleczaj ciemny (Lactarius picinus), mleczaj jelonek (Lactarius fuliginosus), mleczaj przydymiony (Lactarius lignyotus), mleczaj bezstrefowy (Lactarius azonites).

## Występowanie i siedlisko
Znane są jego stanowiska głównie w Europie, poza nią podano tylko jedno nad Morzem Czarnym i kilka we wschodniej części Ameryki Północnej. Gatunek rzadki. W Polsce do 2003 r. gatunek ten był nieznany, w 2019 r. podano jego stanowisko w Puszczy Białowieskiej.
Naziemny grzyb mykoryzowy. Występuje na wapiennych glebach w lasach liściastych, zwłaszcza bukowych.

## Znaczenie
Jest grzybem niejadalnym. Pomimo początkowego łagodnego smaku, nie smakuje dobrze.